# Salavat Julaev (film)
Salavat Julaev (Салават Юлаев) è un film del 1941 diretto da Jakov Aleksandrovič Protazanov. 
Film drammatico in bianco e nero, girato nel 1940, uscì nelle sale a febbraio 1941, poco prima dell'edizione rivista del romanzo omonimo di Stepan Zlobin da cui è tratto. Narra, in forma romanzata, le vicende dell'eroe nazionale baschiro Salavat Julaev, che partecipò all'insurrezione guidata da Emel'jan Ivanovič Pugačëv contro Caterina II di Russia.

## Trama
Il giovane Salavat Julaev, figlio del capo villaggio Julaj, viene catturato e condannato ai lavori forzati in miniera per aver colpito un tracotante ufficiale zarista, ma riesce a fuggire insieme al russo Afanasij Sokolov, detto Chlopúša, che gli fa superare la diffidenza da lui provata nei confronti di tutti i russi e ne diventa da allora il suo inseparabile amico. I due vagano, braccati, per due anni sugli Urali, finché incontrano casualmente Pugačëv, di cui abbracciano la causa. Tornato al suo villaggio, Salavat convince i baschiri ad unirsi a loro e li conduce arditamente in battaglia, ottenendo strepitose vittorie.
I preoccupati generali zaristi inviano allora un soverchiante esercito che sconfigge alla fine, ma solo grazie ad alcuni cosacchi doppiogiochisti, gli insorti di Pugačëv, che dei traditori consegnano, come del resto lo stesso Salavat, nelle mani dei soldati, mentre Chlopúša viene ucciso. Riuscito ancora una volta a fuggire grazie all'intervento del suo popolo, Salavat dà l'addio alla moglie e al figlioletto per sparire sulle montagne, esortando per l'ultima volta i suoi seguaci.

## Produzione
Nel 1939 venne deciso di girare un film basato sul noto e fortunato romanzo di Stepan Zlobin Salavat Julaev, uscito nel 1929, e venne pertanto contattato l'autore, che l'aveva scritto negli anni in cui era insegnante a Ufa e viaggiava molto nella regione baschira. Per sua stessa ammissione, il romanzo non è basato sui fatti storici, ma principalmente sulle leggende baschire tramandate oralmente, che aveva potuto ascoltare direttamente in quegli anni, conoscendo la lingua baschira.
Zlobin, assieme alla moglie Galina Spevak, riscrisse di nuovo il romanzo, che divenne la sceneggiatura del film di Protazanov. La nuova edizione del romanzo uscì nello stesso anno 1941.